# Zürich
Zürich (Zürichⓘ [ˈtsyːʁɪç]; tiếng Đức tại Zürich: Züri [ˈtsyri]) là thành phố lớn nhất của Thụy Sĩ (dân số: 366.145 vào năm 2004; dân số vùng nội thành: 1.091.732) và là thủ phủ của bang Zürich. Dân số của toàn khu đô thị là vào khoảng 1.3 triệu. Thành phố là trung tâm thương mại và văn hóa chính của Thụy Sĩ (thủ đô chính trị là Bern), và được xem như là một trong những thành phố toàn cầu trên thế giới. Theo một điều tra vào năm 2006, đây là thành phố với chất lượng cuộc sống tốt nhất trên thế giới.
Nguồn gốc của tên gọi có lẽ là từ Turus trong tiếng Celt, một bằng chứng được tìm thấy trên một tấm bia mộ có niên đại từ thời bị chiếm đóng bởi Đế chế La Mã trong thế kỉ thứ 2; tên cổ của thành phố dưới dạng La Mã là Turicum.

## Địa lý

Ảnh vệ tinh của trung tâm Zürich

Thành phố tọa lạc nơi mà sông Limmat rời hồ Zürich và được vây quanh bởi những đồi cây cối bao gồm Zürichberg và Uetliberg. Sông Sihl gặp Limmat tại điểm cuối của Platzspitz, biên giới với Bảo tàng Quốc gia Thụy Sĩ (Landesmuseum).

### Khí hậu
Nhiệt độ trung bình năm 26 - 27,6 °C, số giờ nắng trung bình là 2.556 giờ/năm, lượng mưa hàng năm vào khoảng 1.520 mm, độ ẩm trung bình năm là 84%. Nhìn chung, khí hậu Zürich mang đặc điểm nhiệt đới gió mùa với nền nhiệt độ cao, ổn định, nắng và bức xạ mặt trời thuận lợi cho sản xuất nông nghiệp.
| Dữ liệu khí hậu của Zürich (Kloten, 1981–2010) | Dữ liệu khí hậu của Zürich (Kloten, 1981–2010) | Dữ liệu khí hậu của Zürich (Kloten, 1981–2010) | Dữ liệu khí hậu của Zürich (Kloten, 1981–2010) | Dữ liệu khí hậu của Zürich (Kloten, 1981–2010) | Dữ liệu khí hậu của Zürich (Kloten, 1981–2010) | Dữ liệu khí hậu của Zürich (Kloten, 1981–2010) | Dữ liệu khí hậu của Zürich (Kloten, 1981–2010) | Dữ liệu khí hậu của Zürich (Kloten, 1981–2010) | Dữ liệu khí hậu của Zürich (Kloten, 1981–2010) | Dữ liệu khí hậu của Zürich (Kloten, 1981–2010) | Dữ liệu khí hậu của Zürich (Kloten, 1981–2010) | Dữ liệu khí hậu của Zürich (Kloten, 1981–2010) | Dữ liệu khí hậu của Zürich (Kloten, 1981–2010) |
| Tháng                                          | 1                                              | 2                                              | 3                                              | 4                                              | 5                                              | 6                                              | 7                                              | 8                                              | 9                                              | 10                                             | 11                                             | 12                                             | Năm                                            |
| ---------------------------------------------- | ---------------------------------------------- | ---------------------------------------------- | ---------------------------------------------- | ---------------------------------------------- | ---------------------------------------------- | ---------------------------------------------- | ---------------------------------------------- | ---------------------------------------------- | ---------------------------------------------- | ---------------------------------------------- | ---------------------------------------------- | ---------------------------------------------- | ---------------------------------------------- |
| Trung bình ngày tối đa °C (°F)                 | 3.2 (37.8)                                     | 5.2 (41.4)                                     | 10.3 (50.5)                                    | 14.6 (58.3)                                    | 19.3 (66.7)                                    | 22.5 (72.5)                                    | 25.0 (77.0)                                    | 24.2 (75.6)                                    | 19.8 (67.6)                                    | 14.4 (57.9)                                    | 7.6 (45.7)                                     | 4.1 (39.4)                                     | 14.2 (57.6)                                    |
| Trung bình ngày °C (°F)                        | 0.2 (32.4)                                     | 1.1 (34.0)                                     | 5.2 (41.4)                                     | 8.9 (48.0)                                     | 13.5 (56.3)                                    | 16.7 (62.1)                                    | 18.9 (66.0)                                    | 18.2 (64.8)                                    | 14.2 (57.6)                                    | 9.8 (49.6)                                     | 4.2 (39.6)                                     | 1.4 (34.5)                                     | 9.4 (48.9)                                     |
| Tối thiểu trung bình ngày °C (°F)              | −3.1 (26.4)                                    | −3.1 (26.4)                                    | 0.1 (32.2)                                     | 3.0 (37.4)                                     | 7.4 (45.3)                                     | 10.6 (51.1)                                    | 12.8 (55.0)                                    | 12.4 (54.3)                                    | 8.9 (48.0)                                     | 5.5 (41.9)                                     | 0.7 (33.3)                                     | −1.6 (29.1)                                    | 4.5 (40.1)                                     |
| Lượng Giáng thủy trung bình mm (inches)        | 65 (2.6)                                       | 60 (2.4)                                       | 74 (2.9)                                       | 74 (2.9)                                       | 108 (4.3)                                      | 110 (4.3)                                      | 115 (4.5)                                      | 108 (4.3)                                      | 90 (3.5)                                       | 87 (3.4)                                       | 76 (3.0)                                       | 81 (3.2)                                       | 1.048 (41.3)                                   |
| Lượng tuyết rơi trung bình cm (inches)         | 14.4 (5.7)                                     | 14.6 (5.7)                                     | 7.5 (3.0)                                      | 0.5 (0.2)                                      | 0.0 (0.0)                                      | 0.0 (0.0)                                      | 0.0 (0.0)                                      | 0.0 (0.0)                                      | 0.0 (0.0)                                      | 0.3 (0.1)                                      | 5.4 (2.1)                                      | 13.5 (5.3)                                     | 56.2 (22.1)                                    |
| Số ngày giáng thủy trung bình (≥ 1.0 mm)       | 9.9                                            | 8.6                                            | 10.7                                           | 10.4                                           | 11.7                                           | 11.7                                           | 11.3                                           | 11.0                                           | 9.5                                            | 9.8                                            | 10.1                                           | 10.5                                           | 125.2                                          |
| Số ngày tuyết rơi trung bình (≥ 1.0 cm)        | 4.2                                            | 3.8                                            | 2.1                                            | 0.4                                            | 0.0                                            | 0.0                                            | 0.0                                            | 0.0                                            | 0.0                                            | 0.0                                            | 1.2                                            | 3.5                                            | 15.2                                           |
| Độ ẩm tương đối trung bình (%)                 | 84                                             | 80                                             | 74                                             | 71                                             | 72                                             | 72                                             | 72                                             | 74                                             | 79                                             | 84                                             | 85                                             | 85                                             | 78                                             |
| Số giờ nắng trung bình tháng                   | 48                                             | 77                                             | 125                                            | 159                                            | 186                                            | 204                                            | 230                                            | 208                                            | 151                                            | 93                                             | 50                                             | 35                                             | 1.566                                          |
| Phần trăm nắng có thể                          | 18                                             | 28                                             | 35                                             | 40                                             | 41                                             | 45                                             | 50                                             | 49                                             | 42                                             | 29                                             | 19                                             | 14                                             | 37                                             |
| Nguồn: MeteoSwiss                              |                                                |                                                |                                                |                                                |                                                |                                                |                                                |                                                |                                                |                                                |                                                |                                                |                                                |

## Lịch sử

Toàn cảnh với nhà thờ Grossmünster

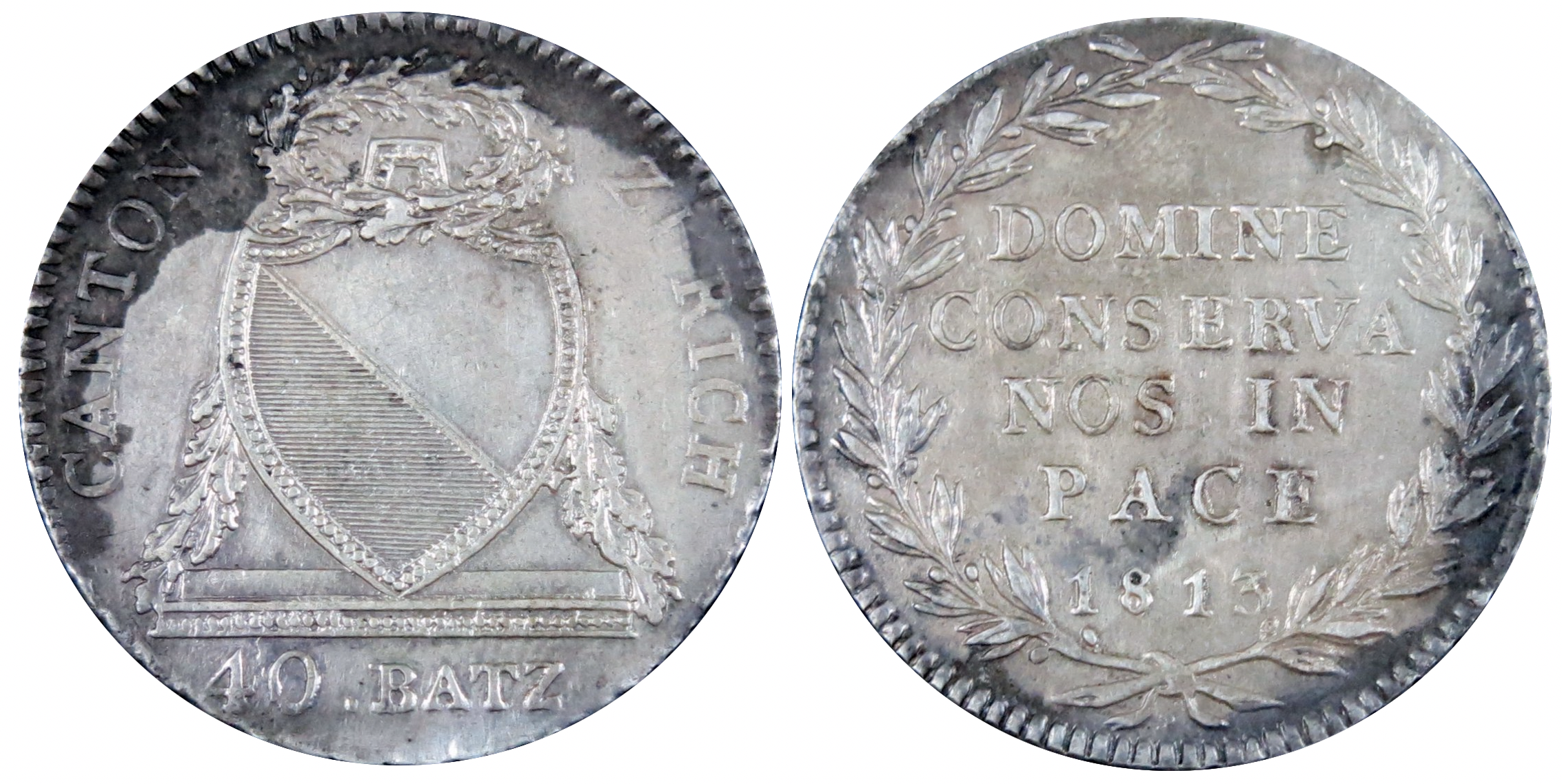
40 batzen Zurich - 1813

Vào thời đại Roman, Turicum là điểm thu thuế tại biên giới với Gallia Belgica (từ năm 90 Germania superior) và Raetia buôn bán hàng hóa trên dòng sông Limmat. Một lâu đài kiểu Vương triều Caroling, được xây trên địa điểm lâu đài Roman bởi cháu nội của Charlemagne, Louis the German, được nhắc đến năm 835 ("trong castro Turicino iuxta fluvium Lindemaci"). Louis cũng thành lập tu viện Fraumünster vào năm 853 cho con gái ông ta là Hildegard. Ông hiến tặng tu viện theo dòng Benedictine nhiều đất đai của Zürich, Uri, và khu rừng Albis, và cho tu viện quyền bất khả xâm phạm, đặt nó trực tiếp dưới quyền cai quản của ông ta.
Vào năm 1045, Vua Henry III cho phép tu viện quyền họp chợ, thu lộ phí, và đúc tiền xu, và do đó đã làm cho tu bà trưởng tu viện trở thành người cai quản thành phố.

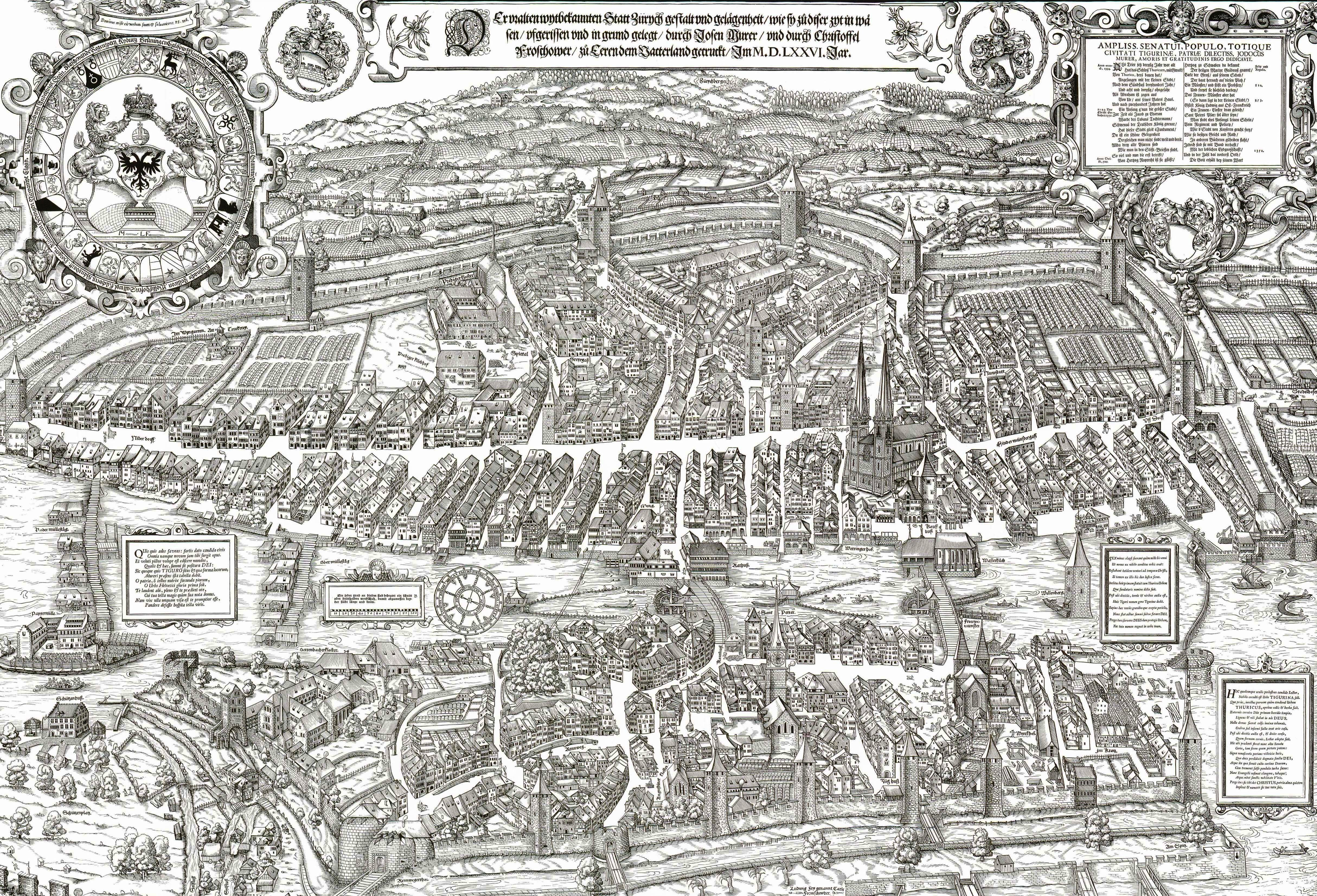
Murerplan vào năm 1576

Zürich trở thành reichsunmittelbar vào năm 1218 với sự tuyệt tự của dòng chính trong gia đình Zähringer. Một tường thành được xây dựng vào những năm 1230, vây quanh 38 hecta. Hoàng đế Frederick II đã tấn phong tu viện trưởng của Fraumünster lên chức nữ công tước vào năm 1234. Nữ tu viện trưởng chỉ định thị trưởng, và bà thường xuyên giao việc đúc tiền cho công dân của thành phố. Tuy vậy, quyền lực chính trị của tu viện suy yếu dần đi trong thế kỉ 14, bắt đầu với sự thiết lập của Zunftordnung (luậtphường hội) vào năm 1336 bởi Rudolf Brun, cũng là người thị trưởng độc lập đầu tiên, nghĩa là không được chỉ định bởi bà tu viện trưởng.
Zürich tham gia liên bang Thụy Sĩ (vào thời gian đó là một liên bang lỏng lẻo de facto của các nước độc lập) như là thành viên thứ năm vào năm 1351. Zürich bị khai trừ khỏi liên bang vào năm 1440 do một cuộc chiến tranh với các nước thành viên khác vì vụ tranh chấp lãnh thổ Toggenburg (Chiến tranh Zürich cổ). Zürich bị đánh bại vào năm 1446, và được chấp nhận lại vào liên bang vào năm 1450.
Zwingli bắt đầu cải cách Thụy Sĩ vào thời gian ông là thầy tu chính ở Zürich. Ông sống nơi đó từ 1484 cho đến khi qua đời vào năm 1531.
Vào năm 1839, thành phố phải nhường cho những yêu cầu từ các đối tượng miền quê của nó, theo sau Züriputsch vào 6 tháng 9. Đa số các thành lũy xây từ thế kỉ thứ 17 bị kéo đổ, mặc dù chưa từng bị bao vây, để làm giảm bớt mối lo ngại về quyền bá chủ của thành phố từ các miền đồng quê. Hiệp ước Zurich giữa Áo, Pháp, và Sardinia được ký kết vào năm 1859.
Từ năm 1847, Spanisch-Brötli-Bahn, đường sắt đầu tiên trên đất Thụy Sĩ, nối liền Zürich với Baden, đặt nhà ga chính Zürich tại điểm gốc của mạng lưới đường sắt Thụy Sĩ. Tòa nhà hiện tai Hauptbahnhof (nhà ga đường sắt chính) xây từ 1871.

## Huy hiệu của thành phố

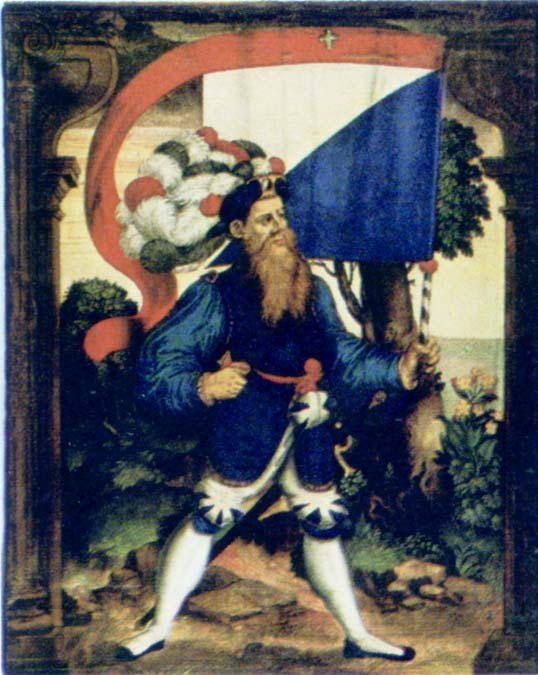
Người cầm cờ thành Zürich, từ một búc tranh năm 1585 bởi Humbert Mareschet

Huy hiệu xanh và trắng của Zürich được thử nghiệm vào năm 1389, và được vẽ từ các lá cờ xanh sọc trắng từ năm 1315. Bằng chứng chắc chắn về lá cờ với cùng kiểu đó có từ 1434. Huy hiệu được hộ tống hai bên bởi hai con sư tử.
Cái Schwenkel màu đỏ trên lá cờ có nhiều cảnh diễn giải khác nhau: Đối với dân thành Zürich, đó là dấu ấn danh dự, được ban cho bởi Rudolph I. Những cư dân lân cận Zürich lại trêu chọc rằng đó là dấu hiệu nhục nhã, kỉ niệm thất bại của lá cờ tại Winterthur vào năm 1292. Ngày nay, bang Zürich sử dụng huy hiệu giống như của thành phố.

## Thắng cảnh

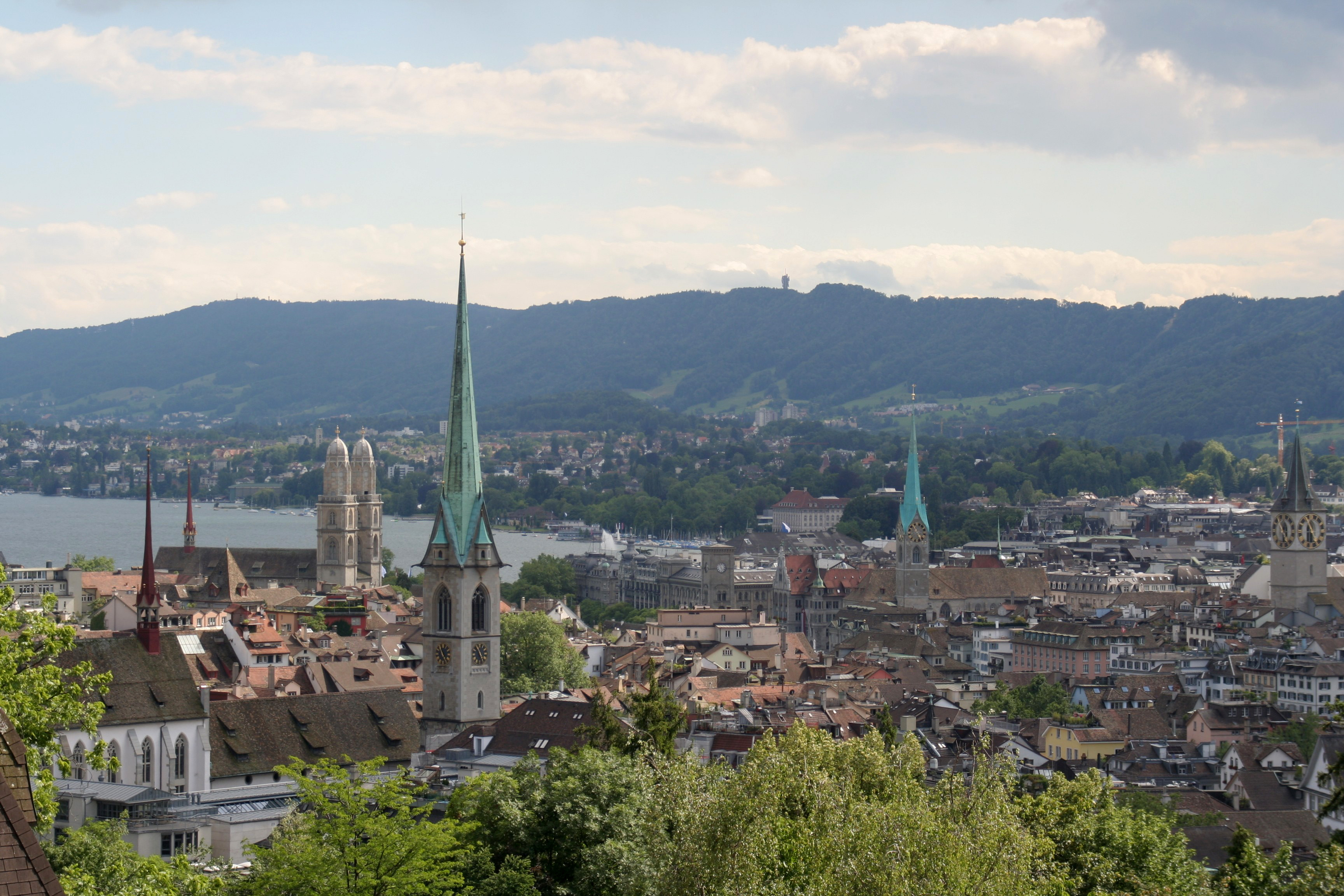
View of the inner city with the four main churches visible, and the Albis in the backdrop

## Kinh doanh, công nghiệp và thương mại
UBS, Credit Suisse, Swiss Re và nhiều tập đoàn tài chính khác đều đặt trụ sở tai Zurich, trung tâm thương mại của Thụy Sĩ. Zurich dẫn đầu thế giới về ngành ngân hàng, chủ yếu là nhờ vào Swiss bank secrecy. Hoạt động tài chính chiếm 1/4 hoạt động kinh tế của thành phố và Thị trường chứng khoán Thụy Sĩ cũng tọa lạc tại Zurich.
Năm 2006, GDP của vùng Zurich là 160 tỉ USD, bình quân đầu người là 45.000 USD

## Truyền thông

### Nhật báo
- Neue Zürcher Zeitung (NZZ)
- Tages-Anzeiger
- Blick
- 20 Minuten
- Limmattaler Tagblatt Lưu trữ ngày 13 tháng 4 năm 2018 tại Wayback Machine
- Tagblatt der Stadt Zürich
- Zürichsee-Zeitung
- Heute Lưu trữ ngày 11 tháng 6 năm 2008 tại Wayback Machine

### Tuần báo
- Die Weltwoche
- Facts Lưu trữ ngày 5 tháng 10 năm 2007 tại Wayback Machine
- Die Wochenzeitung WOZ
- Finanz und Wirtschaft
- Cash
- Tachles
- Sonntags-Zeitung
- Neue Zürcher Zeitung am Sonntag NZZaS
- Sonntags-Blick
- P.S. Zeitung

### Nguyệt san
- Bilanz
- Du Magazin Lưu trữ ngày 3 tháng 11 năm 2005 tại Wayback Machine

### Hệ thống tin điện tử
- Swissinfo (News in English) Lưu trữ ngày 28 tháng 11 năm 2006 tại Wayback Machine

## Giáo dục và nghiên cứu
- ETH Zürich
- University of Zürich
- IBM Zürich Research Laboratory
- Swiss Re's Centre for Global Dialogue
- SIK Swiss Institute for Art Research - Schweizerisches Institut für Kunstwissenschaften Lưu trữ ngày 3 tháng 5 năm 2008 tại Wayback Machine
- HGKZ - University of Applied Sciences and Designs
- Avenir Suisse - Liberal Think Tank Lưu trữ ngày 5 tháng 8 năm 2004 tại Wayback Machine
- Swiss Institute of International Studies Lưu trữ ngày 22 tháng 10 năm 2006 tại Wayback Machine
- HMT School of Music, Drama and Dance - Hochschule für Musik und Theater Lưu trữ ngày 8 tháng 12 năm 2006 tại Wayback Machine
- ZFH College of Applied Sciences and Technologies Zurich - Zürcher Fachhochschule
- Graduate School of Business Administration Zurich
- National Centre of Competence in Research - Financial Valuation and Risk Management Lưu trữ ngày 8 tháng 6 năm 2008 tại Wayback Machine
- Inter-Community School Zurich
- Zurich International School

## Thể thao
- Grasshopper Club Zürich Football  (tiếng Đức)
- ZSC Lions Ice Hockey Club  Lưu trữ ngày 27 tháng 4 năm 2009 tại Wayback Machine (tiếng Đức)
- FC Zürich Football Club  (tiếng Đức)
- Challengers Baseball Club Zürich
- Zürich Lions Baseball Club  Lưu trữ ngày 16 tháng 4 năm 2021 tại Wayback Machine
- Zürich Renegades American Football Club  (tiếng Đức)
- Federation Internationale de Football Association (FIFA) headquarters.
- Weltklasse Zürich
- International Ice Hockey Federation (IIHF)
- Swimming in the lake, in the river or in several outdoor swimming pools (June-September)

## Khách sạn

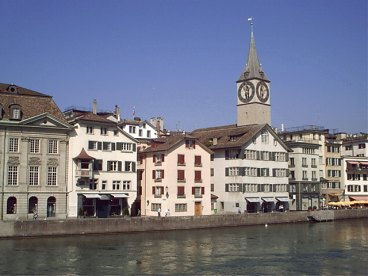
St. Peter church

- Savoy Baur en Ville ( Lưu trữ ngày 14 tháng 7 năm 2018 tại Wayback Machine)
- Baur au Lac ()
- Dolder ( Lưu trữ ngày 6 tháng 2 năm 2009 tại Wayback Machine)
- Alden Splügenschloss ()
- Eden au Lac ()
- Park Hyatt Zürich ()
- Widder ( Lưu trữ ngày 12 tháng 11 năm 2023 tại Wayback Machine)
- Marriott ()
- Ascot ( Lưu trữ ngày 25 tháng 5 năm 2008 tại Wayback Machine)
- Swissotel ( Lưu trữ ngày 2 tháng 12 năm 2006 tại Wayback Machine)

Map Overview: Hotels in Zurich Lưu trữ ngày 22 tháng 4 năm 2007 tại Wayback Machine

See also: Zürich Tourismus Lưu trữ ngày 11 tháng 12 năm 2006 tại Wayback Machine

## Các thành phố kết nghĩa
- San Francisco, United States (private initiative)
- Kunming, Peoples Republic of China